# Storbyens små oaser
Storbyens små oaser er navnet på C.V. Jørgensens tredje studiealbum, som udkom på LP i 1977 på pladeselskabet Metronome. Albummet blev oprindeligt udsendt som LP og blev genudsendt som CD i 1988 og igen i 2010 som en del af bokssættet Dansk Rock Historie 1965-1978.
Pladen blev indspillet i de dengang relativt nye Sweet Silence Studios med Nils Henriksen som producer. Den er som den første af C. V. Jørgensens plader indspillet med en gruppe bestående af Ivan Horn (guitar), Erik Falck (bas) og René Wulff (trommer). Kvartetten blev ofte omtalt som "Det Ganske Lille Band" efter en af sangene på pladen. Desuden medvirker Per Wium, der var en af musikerne på C. V. Jørgensens forrige album.
Storbyens små oaser var et kommercielt gennembrud for C. V. Jørgensen. Sange som "Entertaineren" og "Bellevue" har med tiden fået status som danske rockklassikere.

## Numre

### Side 1
1. "Det ganske lille band" (3:40)
2. "Entertaineren" (4:00)
3. "La Containe" (3:15)
4. "Tobaksvejen" (4:05)
5. "Hamburger Sally" (3:40)

### Side 2
1. "Storbybeduinen" (3:35)
2. "Fra en telefonboks" (4:10)
3. "Bellevue" (4:20)
4. "Abonnenten" (4:20)
5. "Maskemesteren" (3:25)

Tekst og musik: C.V. Jørgensen, undtagen "Fra en telefonboks": tekst: C.V. Jørgensen, musik: René Wulff.